# Пим (Лянтор)
Пим — упразднённое в 1984 году село в Сургутском районе Ханты-Мансийского автономного округа — Югры. Входила на год упразднения в Пимский сельсовет. Территория микрорайона Национальный посёлок современного города Лянтор.

## География
Расположено было на реке Пим (приток Оби).

### Климат
Климат резко континентальный, зима суровая и продолжительная, с сильными ветрами и метелями. Лето относительно тёплое, но быстротечное. Характерны резкие колебания температуры в течение года и даже суток.

## История
По данным Государственного архива Ханты-Мансийского автономного округа, национальное село Пим было образовано в 1931 году.
На основании постановления Президиума Уральского областного исполнительного комитета от 23 мая 1931 года N 552 «О границах и составе Ямальского и Остяко-Вогульского национальных округов и их районов» в Сургутском районе Остяко-Вогульского округа был создан Балыко-Пимский нацсовет, в состав которого вошло национальное село Пим.
В 1963 году около села начались сейсморазведочные работы по изучению структуры горных пород Лянторского нефтяного месторождения.
В 1979 году началось строительство вахтового посёлка Лянторский на левом берегу реки Пим.

## Инфраструктура
В начале 1940-х годов основу жизнедеятельности села Пим составил Пимский рыбучасток, в котором уже наряду с коренными жителями трудились и русские. В селе была создана звероферма, где разводили пушных зверей, а также принимали у местного населения пушнину и ягоды.

## После вхождения в состав Лянтора
Решением исполкома Тюменского областного Совета народных депутатов от 5 ноября 1984 года № 330 вахтовый поселок нефтяников и село Пим Пимского сельского Совета были объединены в единый населённый пункт, который был отнесён к категории рабочего поселка с названием Лянторский. Бывшее село, получившее название «посёлок Национальный», расположено в западной части Жилого района, к западу от 4-го и 5-го микрорайонов, непосредственно у реки Пим.
Национальный посёлок обеспечен централизованным источником теплоснабжения, есть мобильная сотовая и стационарная телефонная связь.
Услуги почтовой связи предоставляются отделением Почты России (индекс 628449) расположенным в микрорайоне 3А, по адресу ул. Салавата Юлаева, 15. Дома посёлка имеют адресацию по улице Хантыйская.
Планируется дальнейшее сохранение и развитие Национального посёлка, в частности, согласно проекту генерального плана городского поселения, около него предлагается размещение причала грузового транспорта и физкультурно-оздоровительного сооружения открытого типа с трибунами вместимостью 100 мест.